# Yaroslav Samofalov
Yaroslav Samofalov (en ucraniano: Ярослав Самофалов, Sumy, 16 de enero de 1995) es un deportista ucraniano que compitió en boxeo. En los Juegos Europeos de Bakú 2015 obtuvo una medalla de bronce en el peso wélter.

## Palmarés internacional
| Juegos Europeos | Juegos Europeos   | Juegos Europeos   | Juegos Europeos |
| Año             | Lugar             | Medalla           | Categoría       |
| --------------- | ----------------- | ----------------- | --------------- |
| 2015            | Bakú (Azerbaiyán) | Medalla de bronce | 69 kg           |